# Tipula (Trichotipula) frommeri
Tipula (Trichotipula) frommeri is een tweevleugelige uit de familie langpootmuggen (Tipulidae). De soort komt voor in het Nearctisch gebied.